# Les Chèvraliers
Les Chèvraliers ou De bokkerijders en néerlandais est le huitième album de bande dessinée de la série Bob et Bobette. Il porte le numéro 136 de la série actuelle.
Il a été écrit et dessiné par Willy Vandersteen et publié dans De Standaard et Het Nieuwsblad du 20 mars 1948 au 28 juillet 1948 sous le titre De bokkerijder .

## Synopsis
Les Chèvraliers sont de retour. Cette bande peu commode semait la terreur autrefois et a volé plusieurs tonnes d'argent pour en faire une chèvre qu'habite un esprit diabolique. Lambique découvre que l'un de ses ancêtres en faisait partie. Il part donc à la recherche de la chèvre pour récupérer le métal volé, alors que la chèvre et l'esprit du vieux Rob règnent toujours sur le Pays d'Outremeuse. Pire encore, Lambique, Bob et Bobette sont dédoublés par la Chèvre d'argent et tombent face à leurs doubles machiavéliques.

## Personnages
- Bobette
- Bob
- Lambique
- Sidonie
- Jehan Matheus Lambique (ancêtre de Lambique, Chèvralier)
- Capitaine Rob (Ancien chèvralier)
- La Chèvre d'argent
- Henri, le chef d'équipe d'une mine au Limbourg

## Lieux
- Région minière du Limbourg
- Pays d'Outremeuse
- Mine

## Autour de l'album
- Cet album est inspiré de la légende des Bokkenrijders, une bande de voleurs qui, au XVIIIe siècle, aurait arpenté le Pays d'Outremeuse[2]. Cette légende a également inspiré l'attraction Villa Volta au parc Efteling.
- Les Chévraliers de cet album se repentent de leurs actions lorsqu'ils voient une statue de Sainte-Barbe, la patronne des mineurs. Un autre symbole catholique se glisse dans l'histoire lorsque Bobette obtient l'aide de son ange gardien. Sainte-Barbe réapparaît dans La Mine mystérieuse (1990).

## Éditions
- De bokkerijders, Standaart, 1956 : Édition originale en néerlandais
- Les Chèvraliers, Erasme, 1972 : Édition française comme numéro 136 de la série actuelle en couleur.